# Luis I de Wurtemberg-Urach
Luis I (n. antes del 31 de octubre de 1412-Urach, 23/24? de septiembre de 1450) fue conde de Wurtemberg desde 1419 hasta 1450. Era hijo del conde Everardo IV y Enriqueta de Montbéliard. 
Después de la muerte de su padre el conde Everardo IV, él y su hermano Ulrico V quedaron bajo una regencia de 1419 a 1426. Además de su madre Enriqueta de Montbéliard, esta tutela fue ejercida por funcionarios, los llamados Regentschaftsrat (Consejo de Regencia).
Después de llegar a la mayoría de edad, reinó en Wurtemberg desde 1426, primero en solitario y luego, a partir de 1433, junto con su hermano Ulrico V. Luis se casó con Matilde del Palatinado. La boda se celebró el 21 de octubre de 1436 en Stuttgart. Después de la boda de Ulrico con Margarita de Cléveris, los dos hermanos se pusieron de acuerdo en repartir Wurtemberg. Al principio para un periodo de cuatro años de duración. Pero finalmente fue una división permanente por medio del tratado de Nürtingen, firmado el 23 de enero de 1442.
Luis recibió la parte de Urach con los territorios en el sur y el oeste del condado, incluyendo los territorios en Alsacia. Después de que muriera Enriqueta de Montbéliard en 1444, Luis obtuvo también Montbéliard. Luis convirtió Urach en su residencia e implementó una política activa para fortalecer los monasterios en su ámbito de poder.
Intentó también alinear Wurtemberg con las dinastías Wittelsbach y Habsburgo. Por ejemplo, apoyó al duque Alberto VI de Austria en su lucha contra la Antigua Confederación Suiza.
Murió en 1450 a consecuencia de la peste.

## Hijos
Luis I y Matilde del Palatinado tuvieron los siguientes hijos:
- Mechthilda (después de 1436 – 6 de junio de 1495), casada a partir de 1454 con Luis II, Landgrave de Hesse (1438–1471)
- Luis II (3 de abril de 1439 – 3 de noviembre de 1457), desde 1450 conde de Wurtemberg-Urach
- Andreas (11 de abril - 19 de mayo de 1443)
- Everardo V (11 de diciembre de 1445 – 24 de febrero de 1496), desde 1457 conde de Wurtemberg-Urach, desde 1495 duque Everardo I de Wurtemberg
- Isabel (4 de octubre de 1447 – 3 de junio de 1505), casada desde 1470 con Juan II de Nassau-Saarbrücken en Saarbrücken (1423–1472), y desde 1474 con Heinrich dem Älteren, conde de Stolberg (1436–1511)